# علم النمل
علم النمل (بالإنجليزية: Myrmecology) من الكلمة اليونانية μύρμηξ «ميرمكس» وتعني نملة هو علم دراسة النمل ويشكل فرعا من علم الحشرات. عدّ بعض من أوائل علماء النمل مجتمع النمل مجتمعا مثاليا وسعى لاستنباط حلول لمشاكل البشر من خلال دراسة مجتمعات النمل. كما تعد دراسة علم النمل ركنا أساسيا في دراسة التنوع الحيوي وعلم البيئة الانحفاظي نظرا لتعدد أنواع النمل وتواجده البارز في أغلب الأنظمة الطبيعية.

## التاريخ
قام ويليام مورتون ويلير (1865-1937)بصياغة مصطلح علم النمل بالرغم من أن المام واهتمام الإنسان بحياة النمل وتفاصيلها مذكور في العديد من القصص الشعبية القديمة. يعد العالم النفساني السويسري أوغيستي فوريل(1848-1931)، صاحب أول طرح علمي مبني على مراقبة حياة النمل.
كتب في عام 1874 كتابآ عن نمل سويسرا بعنوان Les fourmis de la suisse (نمل سويسرا)، وأطلق على منزله اسم مستعمرة النمل. اشتملت محاولات فوريل في دراساته السابقة على جمع أو خلط فصائل النمل في مستعمرة واحدة.لاحظ فوريل أن النمل قد يعيش في مستعمرات أحادية المسكن أو متعددة المساكن وقارن هذه الظاهرة مع اشكال بنى مساكن الأحياء الأخرى.
نظر ويلير إلى عالم النمل من زاوية مختلفة من حيث التنظيم المجتمعي لديهم .فقد ألقى محاضرة في عام 1910 في وودس هول بعنوان (مستعمرة النمل كبنية حيوية).

## روابط خارجية
- Documentary about myrmecology نسخة محفوظة 6 سبتمبر 2007 على موقع واي باك مشين.
- Ants & Myrmecology Discussion Forum